# Txurdinaga
Txurdinaga è una stazione della linea 3 della metropolitana di Bilbao.
Si trova lungo Avenida Gabriel Aresti, nel comune di Bilbao.

## Storia
La stazione è stata inaugurata l'8 aprile 2017 insieme alle altre stazioni della linea.